# Liushan (köpinghuvudort i Kina, Henan Sheng, lat 33,47, long 112,55)
Liushan är en köpinghuvudort i Kina. Den ligger i provinsen Henan, i den centrala delen av landet, omkring 180 kilometer sydväst om provinshuvudstaden Zhengzhou. Antalet invånare är 29 962. Befolkningen består av 14 285 kvinnor och 15 677 män. Barn under 15 år utgör 25,0 %, vuxna 15-64 år 66 %, och äldre över 65 år 7,0 %.
Runt Liushan är det ganska tätbefolkat, med 185 invånare per kvadratkilometer. Närmaste större samhälle är Yunyang, 15,8 km öster om Liushan. Trakten runt Liushan består till största delen av jordbruksmark.
Genomsnittlig årsnederbörd är 919 millimeter. Den regnigaste månaden är augusti, med i genomsnitt 169 mm nederbörd, och den torraste är januari, med 5 mm nederbörd.